# Triphleba affinis
Triphleba affinis är en tvåvingeart som beskrevs av Borgmeier 1963. Triphleba affinis ingår i släktet Triphleba och familjen puckelflugor. Inga underarter finns listade i Catalogue of Life.